# Amrutheswaranahalli, Malavalli
Amrutheswaranahalli là một làng thuộc tehsil Malavalli, huyện Mandya, bang Karnataka, Ấn Độ.